# コイハイケ
コイハイケ（Coihaique/Coyhaique 発音: [koiˈaike]）は、チリのアイセン・デル・ヘネラル・カルロス・イバニェス・デル・カンポ州（XI州）の州都。2002年の国勢調査による人口は50,041人。1929年、アルゼンチンとの国境を守る軍都として建設された。「コイアイケ」「コヤイケ」とも表記する。

## 地理
西に55kmの距離には1914年に建設されたプエルト・アイセンがある。歴史的にはプエルト・アイセンのほうが古く、長らくパタゴニアの玄関口としての地位を保っていた。20世紀に入るまで、チリ政府は交通の便が悪いアイセン州の開発にほとんど着手しようとしなかったが、コイハイケ南東部のバルマセーダにバルマセーダ空港が開港したほか、1980年代にコイハイケまで国道7号線が整備されたため、パタゴニアの玄関口はコイハイケに移った。2501m（8205ft）の滑走路を持つバルマセーダ空港は首都サンティアゴとの間に定期便を運航しており、またコイハイケの南西部には2098m（6883ft）の滑走路を持つテニエンテ・ビダル空港がある。
コイハイケはシンプソン川とコイハイケ川に挟まれた台地上に位置している。コイハイケはパタゴニアの中でも風光明媚な場所として知られ、周囲の山には万年雪が見られる。年間降水量は1,200mmほどであるが、海から遠くないにもかかわらず、急峻なアンデス山脈の麓にある。このため、天候の変化が大きく、日によっては「四季を一日で体験できる」といわれるほどである。シンプソン川とクラーロ川の合流部分には、日本の国際協力機構(JICA)が協力して建設された鱒の養魚場が1986年まであった。

## 観光
町の構造で特徴的なものは、北西部にある五角形の広場である。これは町の開拓者の一員であった、国家憲兵隊の部隊を記念して造られている。
コイハイケの街を訪れるには、気候が温暖な11月から4月の間が適している。これに対し、5月から10月までは比較的寒冷で雪が降りやすい。観光客は空路や海路、陸路といったあらゆる交通手段を用いることができる。

## 気候
| コイハイケの気候               | コイハイケの気候 | コイハイケの気候 | コイハイケの気候 | コイハイケの気候 | コイハイケの気候 | コイハイケの気候 | コイハイケの気候 | コイハイケの気候 | コイハイケの気候 | コイハイケの気候 | コイハイケの気候 | コイハイケの気候 | コイハイケの気候 |
| 月                             | 1月              | 2月              | 3月              | 4月              | 5月              | 6月              | 7月              | 8月              | 9月              | 10月             | 11月             | 12月             | 年               |
| ------------------------------ | ---------------- | ---------------- | ---------------- | ---------------- | ---------------- | ---------------- | ---------------- | ---------------- | ---------------- | ---------------- | ---------------- | ---------------- | ---------------- |
| 平均最高気温 °C （°F）         | 18.6 (65.5)      | 19.2 (66.6)      | 17.1 (62.8)      | 13.3 (55.9)      | 8.9 (48)         | 6.0 (42.8)       | 5.4 (41.7)       | 8.0 (46.4)       | 10.9 (51.6)      | 13.9 (57)        | 16.2 (61.2)      | 17.9 (64.2)      | 13.0 (55.4)      |
| 日平均気温 °C （°F）           | 13.6 (56.5)      | 13.2 (55.8)      | 11.2 (52.2)      | 8.2 (46.8)       | 5.2 (41.4)       | 2.6 (36.7)       | 2.0 (35.6)       | 3.8 (38.8)       | 5.9 (42.6)       | 8.4 (47.1)       | 11.0 (51.8)      | 12.6 (54.7)      | 8.1 (46.6)       |
| 平均最低気温 °C （°F）         | 8.8 (47.8)       | 8.2 (46.8)       | 6.6 (43.9)       | 4.8 (40.6)       | 2.6 (36.7)       | 0.1 (32.2)       | −0.4 (31.3)      | 1.2 (34.2)       | 2.2 (36)         | 4.1 (39.4)       | 6.4 (43.5)       | 7.8 (46)         | 4.4 (39.9)       |
| 降水量 mm （inch）             | 65.2 (2.567)     | 56.8 (2.236)     | 73.5 (2.894)     | 114.3 (4.5)      | 183.5 (7.224)    | 150.6 (5.929)    | 160.7 (6.327)    | 124.4 (4.898)    | 89.3 (3.516)     | 54.8 (2.157)     | 56.9 (2.24)      | 75.9 (2.988)     | 1,205.9 (47.476) |
| 出典：Meteorología Interactiva |                  |                  |                  |                  |                  |                  |                  |                  |                  |                  |                  |                  |                  |

## ギャラリー

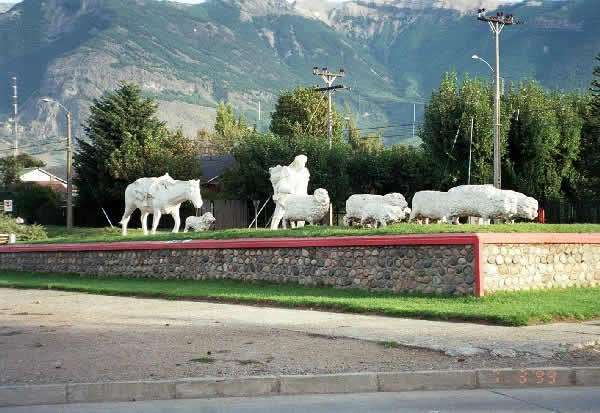
羊飼いのモニュメント
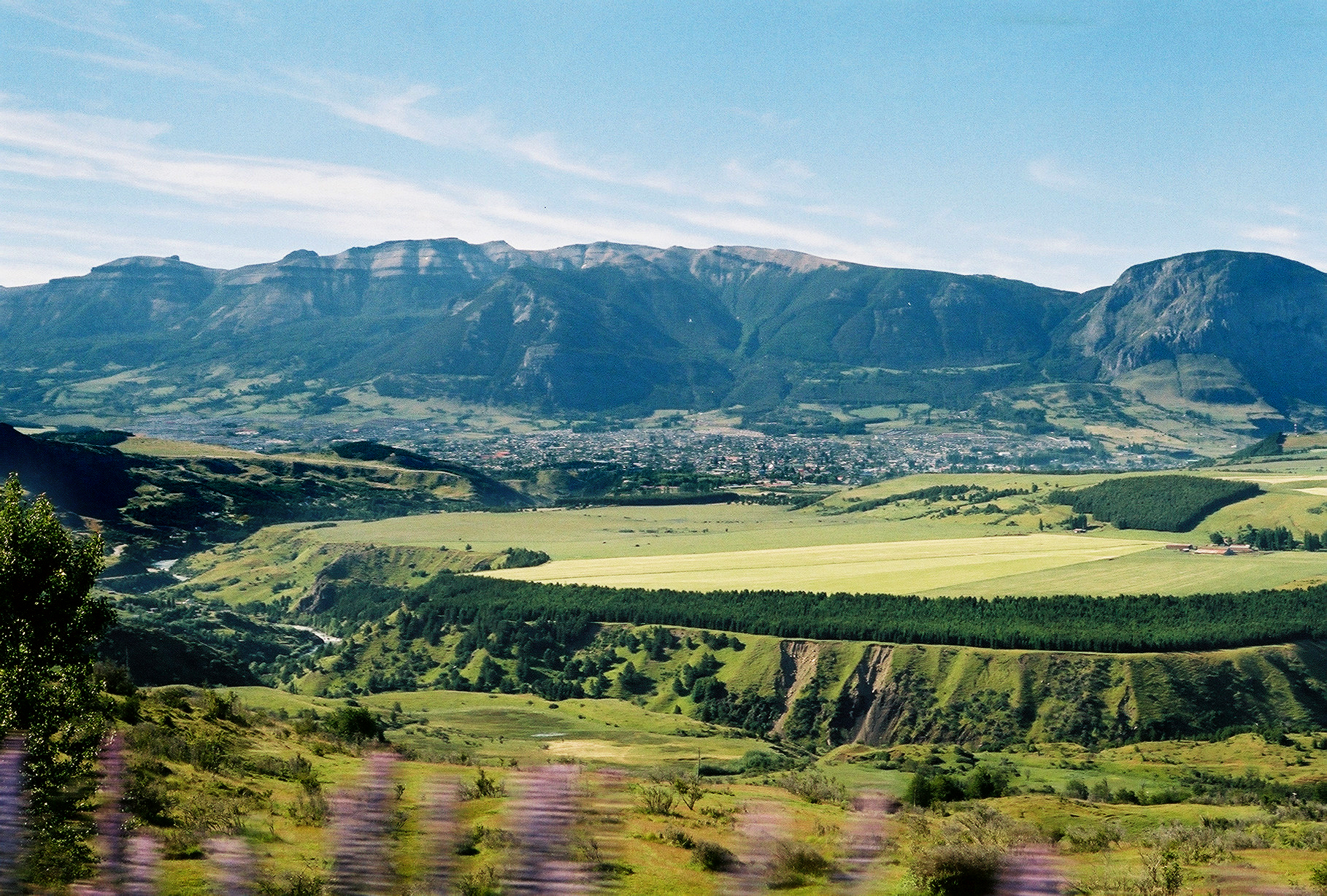
コイハイケの遠景